# Фоли, Кевин
Ке́вин Па́трик Фо́ли (ирл. Kevin Patrick Foley; 1 ноября 1984, Лутон) — ирландский футболист, защитник.

## Клубная карьера
Кевин Фоли — воспитанник клуба «Лутон Таун», за основной состав которого дебютировал в 22 октября 2002 года в матче первого раунда трофея Футбольной лиги против «Уокинга». Всего в дебютном сезоне на поле появился четыре раза. В сезоне 2003/04 стал основным защитником команды и в общей сложности сыграл 38 игр, в которых отметился тремя забитыми голами. По итогам сезона был признан лучшим молодым игроком «Лутона». Этой же награды он удостоился и через год. Всего за «шляпников» Фоли провёл 5 сезонов, сыграл более 150 игр. Кевин покинул «Лутон» летом 2007 года, после того как клуб вылетел из чемпионшипа.
Новой командой футболиста стал «Вулверхэмптон Уондерерс», с которым он подписал контракт на 3 года. С первого же сезона Фоли стал важным футболистом для клуба и сыграл 49 игр за «волков». Сезон 2008/09 получился для ирландца триумфальным: его клуб вышел в Премьер-лигу, а сам Кевин был назван лучшим футболистом «Вулверхэмптона». Летом 2009 года футболист подписал с «волками» новый контракт на 4 года.
Первая игра футболиста в АПЛ состоялась 15 августа 2009 года. В том матче «Вулверхэмптон» уступил «Вест Хэму» со счётом 0:2. Всего в дебютном в Премьер-лиге сезоне Фоли вышел на поле 25 раз. В сезоне 2010/11 Фоли сыграл в Премьер-лиге 33 матча. Также ему удалось открыть счёт своим голам в АПЛ: 13 ноября Кевин сумел поразить ворота «Болтона», а 27 ноября — «Сандерленда».

## Карьера в сборной
Выступал за молодёжную сборную Ирландии. 29 мая 2009 года дебютировал в главной сборной Ирландии в товарищеском матче против Нигерии.
7 мая 2012 года главный тренер сборной Ирландии Джованни Трапаттони включил Фоли в заявку на Евро 2012, однако впоследствии он из-за травмы был заменён на Пола Макшейна.

## Статистика

### Клубная
| Клуб                    | Сезон            | Лига | Лига | Кубки | Кубки | Еврокубки | Еврокубки | Прочее | Прочее | Итого | Итого |
| Клуб                    | Сезон            | Игры | Голы | Игры  | Голы  | Игры      | Голы      | Игры   | Голы   | Игры  | Голы  |
| ----------------------- | ---------------- | ---- | ---- | ----- | ----- | --------- | --------- | ------ | ------ | ----- | ----- |
| Лутон Таун              | 2002/03          | 2    | 0    | 0     | 0     | 0         | 0         | 2      | 0      | 4     | 0     |
| Лутон Таун              | 2003/04          | 33   | 1    | 5     | 2     | 0         | 0         | 0      | 0      | 38    | 3     |
| Лутон Таун              | 2004/05          | 39   | 2    | 2     | 0     | 0         | 0         | 0      | 0      | 41    | 2     |
| Лутон Таун              | 2005/06          | 38   | 0    | 1     | 0     | 0         | 0         | 0      | 0      | 39    | 0     |
| Лутон Таун              | 2006/07          | 39   | 0    | 5     | 0     | 0         | 0         | 0      | 0      | 44    | 0     |
| Лутон Таун              | Итого            | 151  | 3    | 13    | 2     | 0         | 0         | 2      | 0      | 166   | 5     |
| Вулверхэмптон Уондерерс | 2007/08          | 44   | 1    | 5     | 0     | 0         | 0         | 0      | 0      | 49    | 1     |
| Вулверхэмптон Уондерерс | 2008/09          | 45   | 1    | 2     | 0     | 0         | 0         | 0      | 0      | 47    | 1     |
| Вулверхэмптон Уондерерс | 2009/10          | 25   | 0    | 4     | 0     | 0         | 0         | 0      | 0      | 29    | 0     |
| Вулверхэмптон Уондерерс | 2010/11          | 33   | 2    | 3     | 1     | 0         | 0         | 0      | 0      | 35    | 3     |
| Вулверхэмптон Уондерерс | 2011/12          | 16   | 0    | 2     | 0     | 0         | 0         | 0      | 0      | 18    | 0     |
| Вулверхэмптон Уондерерс | Итого            | 163  | 4    | 16    | 1     | 0         | 0         | 0      | 0      | 179   | 5     |
| Всего за карьеру        | Всего за карьеру | 314  | 7    | 29    | 3     | 0         | 0         | 2      | 0      | 345   | 10    |

### В сборной
| Матчи и голы Фоли за сборную Ирландии | Матчи и голы Фоли за сборную Ирландии | Матчи и голы Фоли за сборную Ирландии | Матчи и голы Фоли за сборную Ирландии | Матчи и голы Фоли за сборную Ирландии | Матчи и голы Фоли за сборную Ирландии |
| ------------------------------------- | ------------------------------------- | ------------------------------------- | ------------------------------------- | ------------------------------------- | ------------------------------------- |
| №                                     | Дата                                  | Оппонент                              | Счёт                                  | Голы                                  | Соревнование                          |
| 1                                     | 29 мая 2009                           | Нигерия                               | 1-1                                   | -                                     | Товарищеский матч                     |
| 2                                     | 25 мая 2010                           | Парагвай                              | 2-1                                   | -                                     | Товарищеский матч                     |
| 3                                     | 17 ноября 2010                        | Норвегия                              | 1-2                                   | -                                     | Товарищеский матч                     |
| 4                                     | 26 марта 2011                         | Македония                             | 2-1                                   | -                                     | Отборочные матчи ЧЕ-2012              |
| 5                                     | 29 марта 2011                         | Уругвай                               | 2-3                                   | -                                     | Товарищеский матч                     |
| 6                                     | 24 мая 2011                           | Северная Ирландия                     | 5-0                                   | -                                     | Кубок наций 2011                      |
| 7                                     | 29 мая 2011                           | Шотландия                             | 1-0                                   | -                                     | Кубок наций 2011                      |
| 8                                     | 7 июня 2011                           | Италия                                | 2-0                                   | -                                     | Товарищеский матч                     |

Итого: 8 матчей / 0 голов; 5 побед, 1 ничья, 2 поражения.

## Достижения

### Командные
«Лутон Таун»
- Победитель Лиги 1: 2004/05

«Вулверхэмптон Уондерерс»
- Победитель Чемпионшипа: 2008/09

Сборная Ирландии
- Обладатель Кубка наций: 2011

### Индивидуальные
- Молодой игрок года ФК «Лутон Таун» (2): 2003/04, 2004/05
- Игрок года ФК «Вулверхэмптон Уондерерс»: 2008/09